# Shenmu
Shenmu (神木市S, ShénmùP) è una città-contea della Cina, situata nella provincia dello Shaanxi e amministrata dalla prefettura di Yulin.